# کوه تائو
کوه تائو (به لاتین: Mount Tao) یک کوه در تایوان است که در Heping District, Taichung واقع شده‌است.